# Liber historiae Francorum
Liber historiae Francorum (Het geschiedenisboek van de Franken) werd in het Latijn geschreven tijdens de regering van de Merovingische koning Theuderik IV (721-737). Gewoonlijk wordt het gedateerd in het jaar 727. Vroeger werd het boek Gesta Francorum genoemd. De auteur is onbekend, maar het zou mogelijk een monnik zijn van de door deze koning gestichte Abdij van Sint-Denis of van de koninklijke Abdij van Sint-Medardus in Soissons. 

## Geschiedenis van de Merovingen
Het geeft een korte samenvatting van de tijd tot de late Merovingen. Daarna wordt het een belangrijk primaire bron van de toenmalige gebeurtenissen en daarmee een belangrijke geschiedkundige bron. Het vormt namelijk een belangrijke bron voor de geschiedenis van de familie van hofmeiers van de Pepiniden familie van Austrasië. Voordat zij de meer bekende Karolingen werden. Hoewel het voornamelijk in de latere hoofdstukken een belangrijk deel de geschiedenis beschrijft van Pepiniden en Karolingen (uit Austrasië) is het echter geschreven vanuit het perspectief van Neustrië. Het is onderzocht en uitgelegd door Richard Gerberding en recent door Rosamond McKitterick in History and memory in the Carolingian world. Het is een van de geschiedkundige werken die in de achtste eeuw werden geschreven en op grote schaal gekopieerd en verspreid werden in de negende eeuw. Het is als een breed verhaal te lezen (en beluisteren) en hielp bij het inprenten van het gevoel van culturele solidariteit tussen de lezers van de doelgroep en speelde in op en bevorderde de toenmalige politieke agenda. Het boek ondersteunde de Merovingische dynastie, maar steunde haar koningen slechts voor zover zij rekening hielden met de belangrijke edelen en hen ook raadpleegden. De edelen op hun beurt werden echter ook alleen ondersteund indien ook zij op hun beurt rekening hielden met hun positie en de gewone bevolking. 
Zoals in die tijd gebruikelijk is het een mengeling van gebeurtenissen, fabels en verzinsels. Het ‘geschiedenisboek’ is bedoeld als achtergrond en ondersteuning van de Merovingische dynastie. Als bronnen voor dit geschiedkundige werk worden beschouwd de eerste zes boeken van Decem Libri Historiae van Gregorius van Tours (tot 584 AD) maar daarnaast ook mondeling overgeleverde geschiedenissen alsmede epische tradities en teksten die later verloren zijn gegaan. Het andere belangrijke werk over de geschiedenis van de Franken, de Kronieken van Fredegar, was de schrijver van dit werk niet bekend en hij heeft hier dan ook geen informatie uitgeput.

## Inhoud
Aan het begin van het boek, dat bestaat uit 53 hoofdstukken, belooft het te verhalen over 'De oorsprong en de daden van de Frankische koningen en hedendaagse mensen'. De Franken zouden zijn ontstaan uit een groep van Trojaanse vluchtelingen aan de noordkust van de Zwarte Zee. Na deze mededeling vat het de geschiedschrijving van Gallo-Romeinse bisschop en historicus Gregorius van Tours(† 594) samen. Hierop zijn door de auteur correcties gemaakt en parallellen getrokken. Er wordt een lange lijst van fictieve koningen gegeven van wie de Merovingische koningen zouden afstammen. Pas vanaf Childerik II begint er enige waarheid in de legenden te komen. 
De laatste elf hoofdstukken staan echter los van de geschiedschrijving van Gregorius (die in 594 was overleden) en bevatten belangrijke gegevens over de zevende en achtste eeuw die niet uit andere bronnen bekend zijn. Neutraal is het geschiedverhaal niet bepaald, de auteur was duidelijk een dienaar van zijn koning. Het slothoofdstuk handelt voornamelijk over Karel Martel, een tijdgenoot van de auteur. Voor deze informatie is geen andere bron beschikbaar. 
Het Liber Historiae Francorum is een belangrijke primaire bron geweest voor de Voortzettingen van de Kronieken van Fredegar zoals die geredigeerd zijn door graaf Childebrand ten behoeve van zijn half-broer Karel Martel.

## Manuscript
Een oorspronkelijk manuscript van de Historia Francorum, die in de middeleeuwen al wijd verspreid was, is niet overgeleverd; wel bestaan er vroege fragmenten uit de achtste en negende eeuw, die echter tamelijk corrupt zijn. Pas uit de elfde eeuw bestaan er handschriften die betrouwbaar worden geacht.